# Alchemilla kackarensis
Alchemilla kackarensis é uma espécie de rosácea do gênero Alchemilla, pertencente à família Rosaceae.